# Jean-Jacques Dessalines
Jean-Jacques Dessalines (Phát âm theo tiếng Haiti: Jan-Jak Desalin; phát âm theo tiếng Pháp: [ʒɑ̃ ʒak dɛsalin]; 20 tháng 9 năm 1758 – 17 tháng 8 năm 1806), là một nhà lãnh đạo, tự xưng Hoàng đế Haiti (1804-1806). Ông là người da đen sinh ra ở Tây Phi và được nuôi làm nô lệ ở Grand Rivière du Nord, Haiti, lấy tên theo ông chủ của mình. Ông đã gia nhập đội quân chống lại Pháp đầu thập niên 1790 và từ 1797 phục vụ Toussaint Louverture. Dessalines đã đầu hàng tướng Pháp Charles Victor Emmanuel Leclerc năm 1802 nhưng không lâu sau đó thì chống lại Pháp. Anh Quốc đã giúp quân nổi dậy đánh Pháp khỏi Haiti và tháng 1 năm 1804, Dessalines tuyên bố nước Cộng hòa Haiti độc lập và đã được chọn làm Toàn quyền suốt đời. Ông đã cố gắng để bắt chước theo Napoleon Bonarparte, vào tháng 10 năm đó, là một ông vua chuyên quyền, Dessalines tự xưng là Hoàng đế Jean-Jacques I và thành lập Đế quốc Haiti. Ông đã thiết lập lao động cưỡng bức và thêm các hành động cai trị tàn ác của mình, ông bắt đầu khiến dân chúng oán ghét. Ông đã làm nhiều chiến hữu của mình thành kẻ thù, hai trong số họ là Henri Christophe và Alexandre Sabès Pétion đã ám sát ông trong một trận phục kích chống quân nổi loạn ở gần Port-au-Prince.